# هاينريش الرابع دوق ساكسونيا
هاينريش التقي الرابع دوق ساكسونيا (بالألمانية: Heinrich der Fromme؛ 16 مارس 1473 - 18 أغسطس 1541)؛ كان دوق ساكسونيا من أسرة فتين، كما شغل لفترة وجيزة منصب الحاكم الوراثي لـفريزيا.

## السيرة الذاتية
هو الابن الثاني لوالديه ألبرشت الشجاع دوق ساكسونيا (مؤسس فرع الألبرتيني من أسرة فتين) وزوجته سيدوني البوهيمية ابنة الملك جيري بوديبراد. عند وفاة والده عام 1500، خلفه شقيقه الأكبر غيورغ الملتحي في حكم أراضي الساكسونية، بينما تولى هو حكم فريزيا، المقاطعة التي حصل عليها والده حديثاً من الإمبراطور.
لكن حكمه لفريزيا اتسم بالاضطرابات والثورات المتكررة التي جعلت المنطقة مصدر قلق دائم، وظلت إدارته هناك معطلة فعلياً، ونتيجة لذلك تخلى عن لقبه لصالح شقيقه في عام 1505 مقابل دخل سنوي وحكم مقاطعتي فولكنشتاين وفرايبرغ، اللتين اتخذهما مقرًا لإقامته.
مع انطلاق الإصلاح البروتستانتي بقيادة مارتن لوثر عام 1517 في ألمانيا، اعتنق هاينريش اللوثرية بعد سنوات قليلة، في حين ظل شقيقه غيورغ متمسكاً بالكاثوليكية، وقد بلغ اثنان من أبناء غيورغ سن الرشد وهما يوهان وفريدرش، غير أن كليهما توفيا قبل والدهما دون أن يتركا ورثة، وعقب وفاة فريدرش في 1539 أصبح هاينريش الوريث المفترض للدوقية بموجب قانون التسوية لعام 1499، إلا أن غيورغ حاول تجاوز هذا القانون للحيلولة دون وراثة البروتستانت للدوقية، فعزم على تسليمها إلى فرديناند شقيق الإمبراطور كارل الخامس، غير أن وفاته بعد شهرين فقط من هذا القرار أبطلت مساعيه، فتولى هاينريش وهو في السادسة والستين من عمره الحكم، وجاعلاً من اللوثرية الدين الرسمي لدوقية ساكسونيا، ولم يدم حكمه سوى عامين، ثم خلفه ابنه البكر موريس الذي أصبح لاحقاً ناخب ساكسونيا.

## الذرية
في 6 يوليو 1512 في فرايبرغ تزوج هاينريش من كاثرين المكلنبورغية، ابنة الدوق ماغنوس الثاني من مكلنبورغ-شفيرن، وأنجب منها ستة أبناء:
- سيبيل (2 مايو 1515 - 18 يوليو 1592)، تزوجت من فرانتس الأول، دوق ساكس-لاونبورغ.
- إميلي (27 يوليو 1516 - 9 مارس 1591)، تزوجت من غيورغ مارغريف براندنبورغ-آنسباخ.
- سيدوني (8 مارس 1518 - 4 يناير 1574)، تزوجت من إريك الثاني، دوق براونشفايغ-لونيبورغ.
- موريس ناخب ساكسونيا (21 مارس 1521 - 11 يوليو 1553).
- سيفيرينوس (28 أغسطس 1522 - 10 أكتوبر 1533).
- أوغسطس ناخب ساكسونيا (31 أكتوبر 1526 - 11 فبراير 1586).